# Veronica microcarpa
Veronica microcarpa är en grobladsväxtart som beskrevs av Pierre Edmond Boissier. Veronica microcarpa ingår i släktet veronikor, och familjen grobladsväxter. Inga underarter finns listade i Catalogue of Life.